# Centre d'aide au développement des activités en micro-pesanteur et des opérations spatiales
Pour les articles homonymes, voir Cadmos (homonymie).
Le Centre d'aide au développement des activités en micro-pesanteur et des opérations spatiales ou CADMOS est une unité du CNES, l'agence spatiale française, qui a pour mission de préparer, organiser et assurer le suivi d'expériences scientifiques qui sont menées en micropesanteur. Le CADMOS est créé  en 1993 pour réaliser des expériences à bord de la station spatiale Mir et du module Spacelab installé dans la soute de la Navette spatiale américaine. Depuis le début des années 2000 le CADMOS développe et assure le support d'expériences réalisées à bord de la Station spatiale internationale pour le compte du CNES mais également de l'Agence spatiale européenne.

## Contexte
Dans le cadre des vols spatiaux, des expériences en micropesanteur (quasi absence de pesanteur) sont menées notamment pour observer des phénomènes physiques et physiologiques. Les expériences physiologiques ont pour objectif principal de déterminer comment le corps humain s'adapte à l'impesanteur. Il s'agit de préparer des séjours dans l'espace de longue durée. Les expériences physiques portent par exemple sur les propriétés d'un fluide ou le comportement d'un matériau à haute température.

## Rôle du CADMOS
Le CADMOS est une unité de l'agence spatiale française, le CNES, installée dans son centre de Toulouse. Elle a pour mission de définir, développer et réaliser des expériences en micropesanteur. Elle intervient pour le compte du CNES mais également pour celui de l'Agence spatiale européenne. Les expériences sont proposées par des laboratoires de recherche. Le CADMOS évalue les expériences proposées, conçoit et développe les équipements complémentaires nécessaires, rédige les procédures opérationnelles et assure la liaison avec les équipes qui préparent les missions des équipages à la NASA. Une fois l'expérience opérationnelle dans l'espace, le CADMOS reçoit les télémesures et envoie les commandes depuis sa salle de contrôle. Il assiste l'astronaute qui est chargé de sa mise en œuvre en orbite. Enfin le CADMOS est chargé de la diffusion auprès des utilisateurs finaux des données de l'expérience et leur archivage.

## Moyens
Le CADMOS utilise deux moyens pour réaliser les expériences en micro-pesanteur : 
- La Station spatiale internationale
- L'Airbus Zéro G.

## Historique
À compter de 1975 le CNES réalise dans le cadre de l'accord de coopération spatiale franco-soviétique les premières missions en microgravité à bord des capsules soviétiques Bion/Photon. Le cadre des expériences s'élargit avec le premier séjour d'un astronaute français (Jean-Loup Chrétien) à bord de la station spatiale soviétique Saliout 7 puis avec le séjour de plusieurs astronautes à bord de la station Mir à partir de 1988. À compter de 1985 des expériences sont également menées à bord de la Navette spatiale américaine. Des accords de partenariat sont signés avec la NASA pour la construction du laboratoire Spacelab installé dans la soute de la navette spatiale. Le CADMOS est créé en 1993 afin de réunir les équipes du CNES travaillant sur des projets de microgravité. À la suite des accords américano-russes devant aboutir à la construction de la Station spatiale internationale, l'Agence spatiale européenne (ESA) décide de créer des centres de support aux expérimentateurs. Le CADMOS est retenu comme l'un d'entre eux. L'ESA décide de construire un laboratoire spatial Columbus qui doit être amarré à la station spatiale internationale et héberger de nombreux équipements scientifiques. Le premier astronaute européen à séjourner dans la station spatiale internationale met en œuvre en 2006 des expériences développées par le CADMOS. Le module Columbus est amarré à la station spatiale en 2008 ce qui permet d'intensifier l'expérimentation en apesanteur grâce à ces nouveaux moyens à disposition.

## Expériences
Parmi les expériences actives en 2016 figurent : 
- ALI (Alice Like Insert) vise à étudier la transformation de l'état de coexistence liquide/vapeur vers l’état supercritique monophasique et de l'effet piston.
- CARDIOMED : étude du système cardio-vasculaire au sol et en micropesanteur.
- DSI : étude la solidification des alliages transparents
- EDOS-2 : étude des changements que les vols spatiaux induisent sur la structure des os des astronautes
- ENERGY : étude de la balance énergétique avec comme objectif la détermination des besoins énergétiques des astronautes pendant un vol spatial de longue durée
- EXPOSE-R2 : quantifier et identifier les dommages encourus par des particules biologiques et biochimiques exposées au vide spatial, à une combinaison de l'ensemble du spectre des rayonnements électromagnétiques du Soleil, au rayonnement cosmique et à des fluctuations de température
- GRIP :  étude du contrôle et de l’apprentissage moteur de plusieurs tâches de manipulation d’objets lorsque le sujet humain est confronté à la micropesanteur.
- HTI : obtention des données thermodynamiques sur l'eau (H2O) près du point critique en vue notamment de participer à la vérification de l’universalité critique
- IMMUNO :  étude du comportement des systèmes immunitaires et neuroendocrinien lors d’un vol prolongé en microgravité.
- PK-4 : comprendre le comportement du plasma
- SARCOLAB : étude du tissu musculaire.
- SEM : réalisation d'aliments de qualité gastronomique pour l'équipage de la Station spatiale internationale.